# 乌林答胡土
乌林答胡土（？—1234年），又作兀林答胡土、忽林答胡土，乌林答氏，女真族，金朝末年将领。
正大八年（1231年）以破虏都尉驻守潼关，奉命援汴京（今开封市），次年正月，至少室山少林寺，纵军劫掠居民，夺据太平顶御寨。兵败中牟，带领二三十人逃归。十二月，奉中京行院完颜思烈之命，同保洛阳。天兴二年（1233年）三月，完颜思烈病死，他接受遗命代行省事。六月，蒙古兵加紧攻城，乌林答胡临阵不战，率领轻骑、带着妻儿弃城南奔，丢失中京洛阳。至蔡州，领忠孝军百人救援唐州，被南宋军队所败，仅存三十骑逃还。转任殿前都点检，分守蔡州西面。权参知政事，城破，投汝水而死。